# Edmontonia
Edmontonia là một chi giáp long, thuộc họ Nodosauridae từ Hậu Phấn trắng. Tên khoa học của chi này được đặt theo thành hệ Edmonton (nay là thành hệ Hẻm núi Móng ngựa), khu vực đá mà hóa thạch loài này được phát hiện. Hoá thạch Edmontonia được tìm thấy ở Alberta, Canada.

## Miêu tả

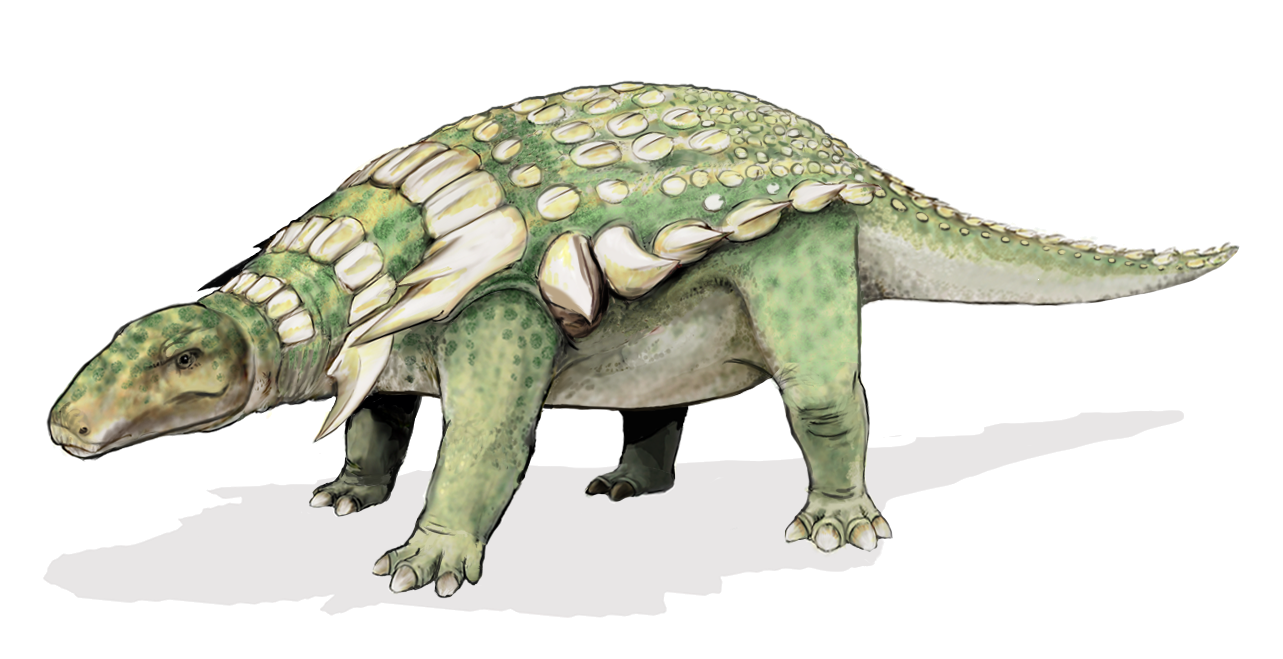
Hình mô tả nghệ thuật của Edmontonia

Edmontonia to lớn đồ sộ hình tăng dài khoảng 6,6 m (22 ft) long và cao 2 m (6 ft). Nó có các tấm xương nhỏ, nhấp nhô trên lưng và đầu cùng nhiều gai sắc nhọn dọc theo lưng và đuôi. Bốn gai lớn nhất nhô ra từ vai tại hai bên, hai trong số này bị tách ra thành các gai nhỏ ở một số loài. Hộp sọ của nó có hình dạng giống như quả lê khi nhìn từ phía trên.

## Phát hiện và loài

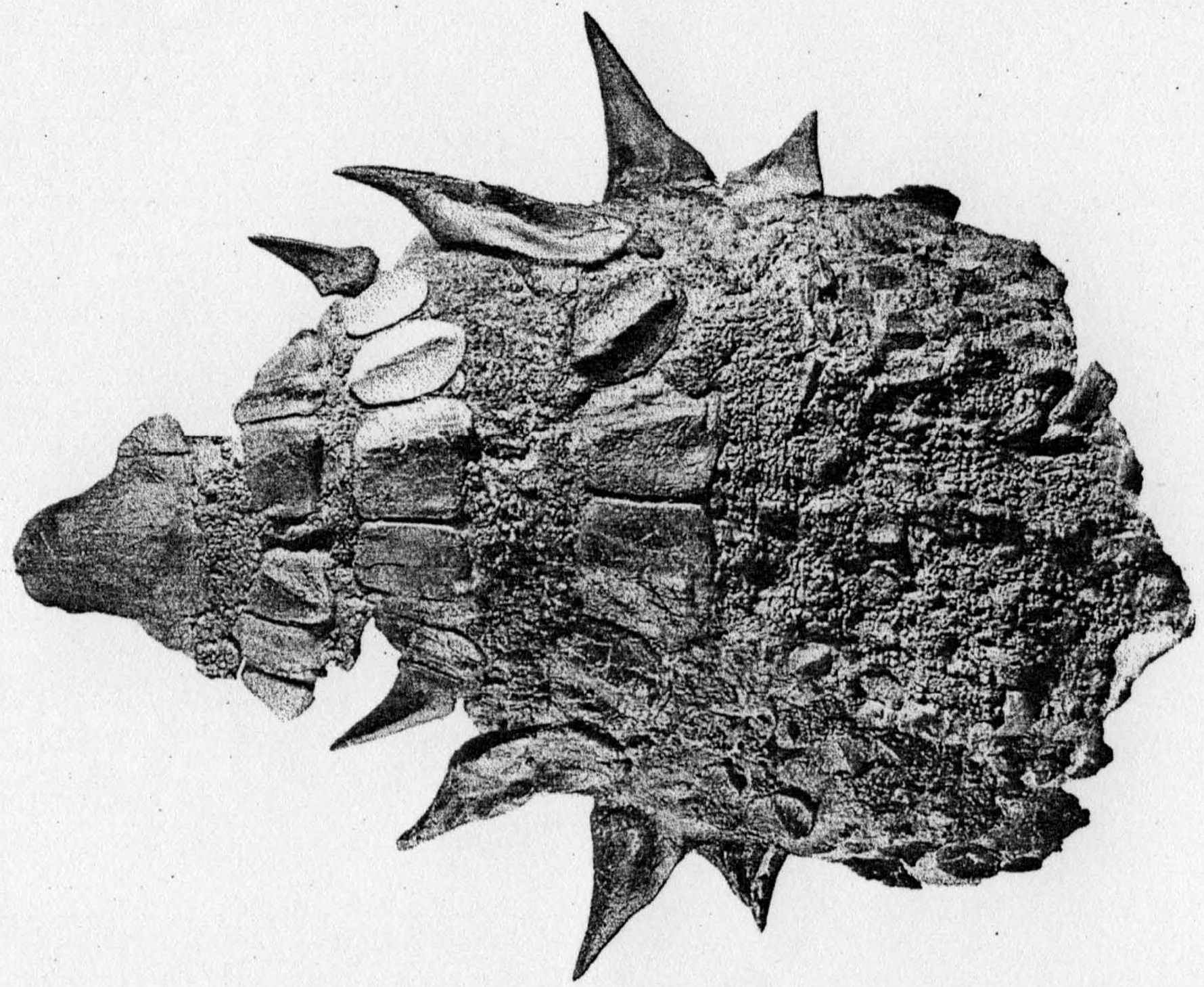
Edmontonia armour

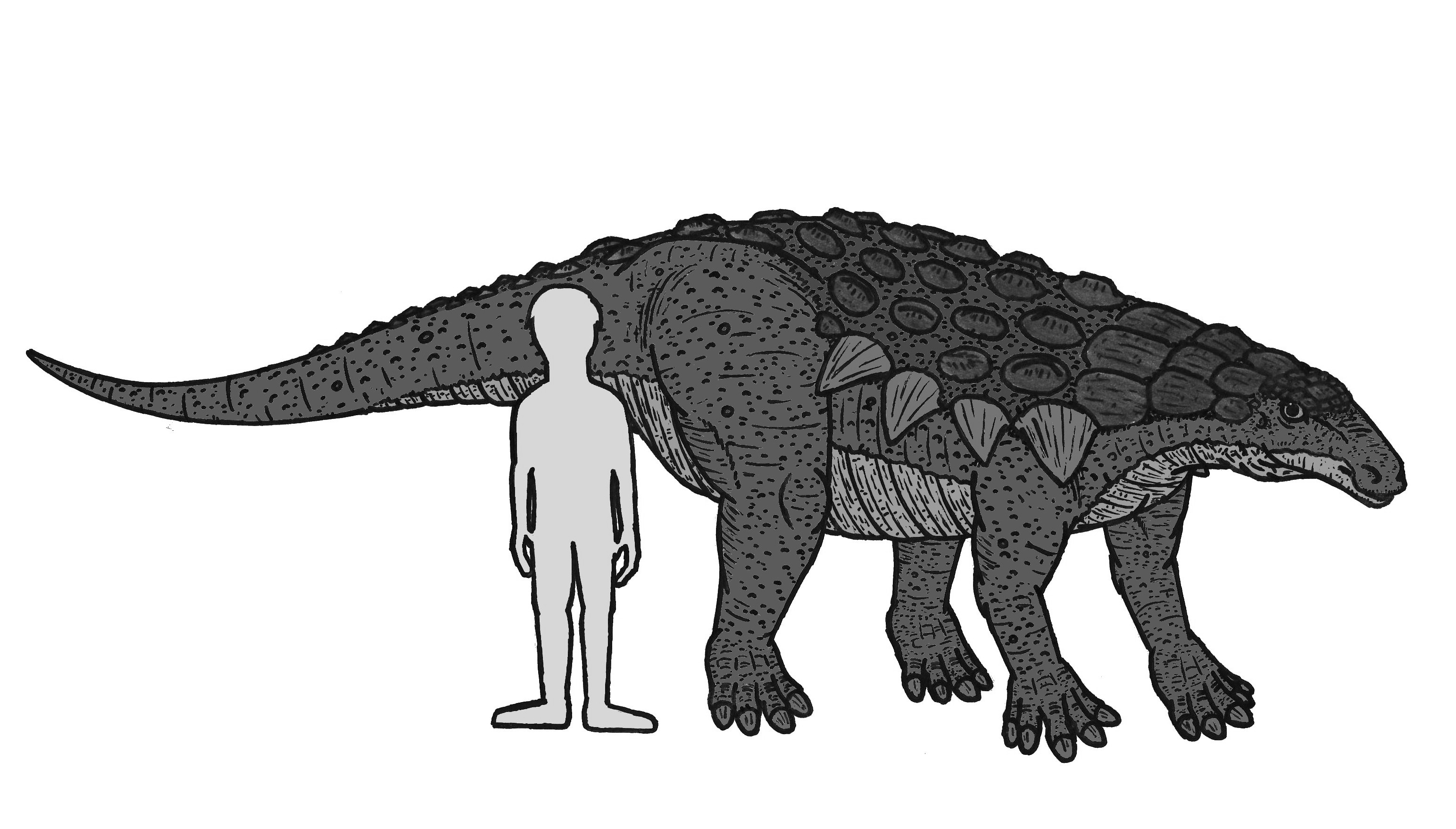
So sánh kích thước của Edmontonia với người.

Loài điển hình của chi Edmontonia là E. longiceps được George Paterson phát hiện năm 1924. Nó được C. M. Sternberg đặt tên năm 1928. E. rugosidens, được Gilmore chính thức đặt tên năm 1930, được thông báo từ thành hệ Aguja tại Texas. Các loài của chi Edmontonia bao gồm:
- E. longiceps (điển hình);
- E. rugosidens, đôi khi được đặt trong chi riêng của chính nó là Chassternbergia, lần đầu tiên được Robert T. Bakker coi là phân chi năm 1988 (Edmontonia (Chassternbergia) rugosidens) và dựa trên các khác biệt tong tỷ lệ hộp sọ từ E. longiceps[2][3]. Phân chi/Chi này không được chấp nhận rộng rãi[4][5][Từ nguyên học của Chassternbergia: Để ghi công Charles Mortram Sternberg (1885-1981), một nhà cổ sinh vật học Canada, vào năm 1928 đã đặt tên và mô tả Edmontonia longiceps, một loài giáp long họ Nodosauridae mà sau này Robert Bakker có thể đã sử dụng như là cơ sở cho việc đề xuất họ giáp long mới Edmontoniidae, trong đó bao gồm phân chi mới, Chassternbergia cũng như loài/chi mới Denversaurus schlessmani. Sternberg, được ghi công vì công trình sớm hơn của ông về Edmontonia longiceps[6].]
- E. australis[3], chỉ được biết đến từ các xương mai phần cổ và được coi là tên gọi mơ hồ[4] hay từ đồng nghĩa của Glyptodontopelta mimus[7].

Thông thường được gộp trong chi này là Denversaurus schlessmani ("thằn lằn Denver của Schlessman"). Đơn vị phân loại này được Bakker đề ra năm 1988 cho một hộp sọ từ thành hệ Lance thuộc Hậu Maastricht Thượng Phấn trắng tại Nam Dakota, nhưng các tác giả sau này coi nó thuộc về Edmontonia rugosidens. Mẫu vật điển hình của Denversaurus nằm trong bộ sưu tập của Viện Bảo tàng Lịch sử Tự nhiên Denver (nay là Viện Bảo tàng Tự nhiên và Khoa học Denver) tại Denver, Colorado (vì thế mà tên khoa học của chi có chứa Denver + saurus).

## Cổ sinh học

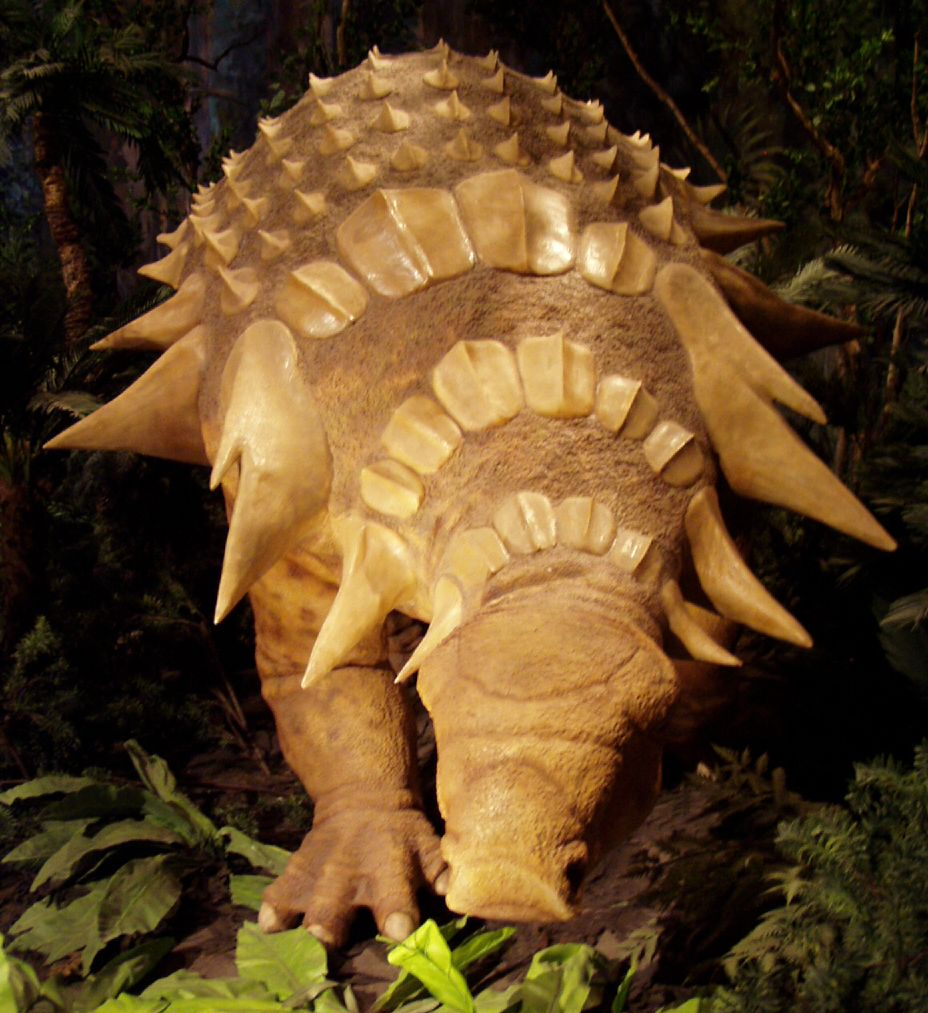
Mô hình Edmontonia, Viện Bảo tàng Cổ sinh vật học Tyrrell Hoàng gia.

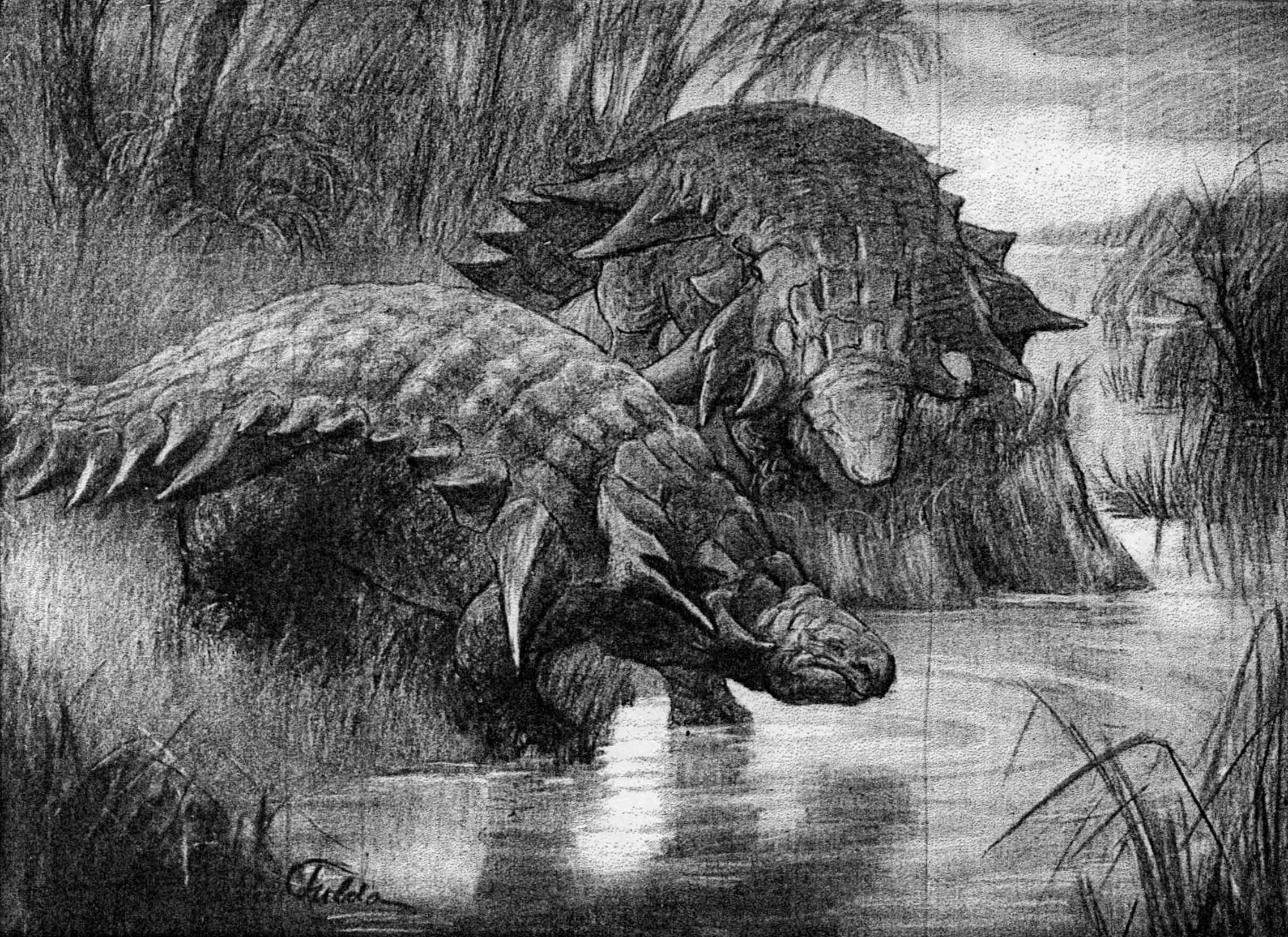
Hình minh họa hai con Edmontonia vẽ năm 1921

Các gai lớn có lẽ được các con đực sử dụng trong đánh nhau để bảo vệ lãnh thổ hay tranh giành con cái. Các gai này có thể cũng hữu íchl để hăm dọa các con đực kình địch hay những động vật săn mồi khác, để bảo vệ hay phòng thủ. Để tự bảo vệ mình trước những kẻ săn mồi, Edmontonia có thể thu gọn mình để giảm thiểu khả năng bị tấn công tới phần bụng không được phòng thủ của nó.
Các vòng cây trên gỗ hóa đá của các loài cùng thời với Edmontonia chỉ ra chứng cứ về thay đổi mạnh theo mùa của nhiệt độ và lượng giáng thủy; điều này có thể ẩn chứa sự diễn giải cho việc tại sao nhiều mẫu vật lại được tìm thấy với các tấm giáp và gai ở cùng một vị trí mà chúng có trong khi còn sống. Edmontonia có thể đã chết do khô hạn, bị khô đi và sau đó nhanh chóng bị che phủ trong trầm tích khi mùa mưa bắt đầu.